# Liste der Bischöfe von Görlitz

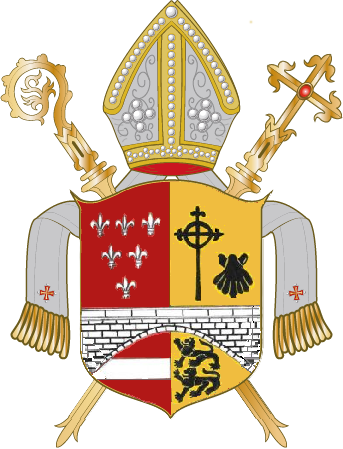
Wappen des Bistums

Die Liste der Bischöfe von Görlitz listet alle Bischöfe des römisch-katholischen Bistums Görlitz auf, welches 1994 gegründet wurde. Zuvor war es Teil des Erzbistums Breslau.
Die folgenden Personen verwalteten zuerst nach dem 2. Weltkrieg den in Deutschland verbliebenen Restteil des Erzbistums Breslau westlich der Oder-Neiße-Grenze sowie später die Apostolische Administratur Görlitz, bis diese 1994 zum Bistum Görlitz erhoben wurde. Sie waren Titularbischöfe (Can. 376 CIC). Das Erzbischöfliche Ordinariat Breslau/Zweigstelle Görlitz (September 1945 – Juli 1946) und das Erzbischöfliche Amt Görlitz (Juli 1946 – Juni 1972) sowie die Apostolische Administratur Görlitz (Juni 1972 – Juni 1994) leiteten sie als Kapitelsvikar bzw. Apostolischen Administrator.
Seit 1994 sind stehen sie dem neugeordneten Bistum als Bischöfe von Görlitz vor.

## Liste
| Nr. | Name | von | bis | Beschreibung | Darstellung | Wappen |
| Weihbischöfe und Kapitelsvikare 1945–1972: deutscher Teil des Erzbistums Breslau / Erzbischöfliches Amt Görlitz                                                   | Weihbischöfe und Kapitelsvikare 1945–1972: deutscher Teil des Erzbistums Breslau / Erzbischöfliches Amt Görlitz | Weihbischöfe und Kapitelsvikare 1945–1972: deutscher Teil des Erzbistums Breslau / Erzbischöfliches Amt Görlitz | Weihbischöfe und Kapitelsvikare 1945–1972: deutscher Teil des Erzbistums Breslau / Erzbischöfliches Amt Görlitz | Weihbischöfe und Kapitelsvikare 1945–1972: deutscher Teil des Erzbistums Breslau / Erzbischöfliches Amt Görlitz | Weihbischöfe und Kapitelsvikare 1945–1972: deutscher Teil des Erzbistums Breslau / Erzbischöfliches Amt Görlitz | Weihbischöfe und Kapitelsvikare 1945–1972: deutscher Teil des Erzbistums Breslau / Erzbischöfliches Amt Görlitz |
| --- | --- | --- | --- | --- | --- | --- |
| | Ferdinand Piontek                                                                                               | 1946 | 1963 | Nach dem Tod von Adolf Kardinal Bertram verwaltete er vom 16. Juli 1945 bis 31. August 1945 als Kapitelsvikar das gesamte Erzbistum Breslau, nach abverlangter Verzichtsleistung übte er seine Jurisdiktion jedoch nur noch auf den westlich der Oder und Neiße gelegenen Teil des Erzbistums, mit Sitz in Görlitz, sowie auch Ordinarius für alle Priester und Gläubigen des Erzbistums Breslau, die durch Flucht oder als Heimatvertriebene nicht mehr im polnisch verwalteten Diözesangebiet lebten. Am 28. Februar 1946 verlieh ihm Papst Pius XII. die jurisdiktionellen Rechte eines residierenden Bischofs. Titularbischof von Barca (ab 1959) sowie Kapitelsvikar des Erzbistums Breslau mit Sitz in Görlitz, später Erzbischöfliches Amt Görlitz † 2. November 1963 in Görlitz | | |
| | Gerhard Schaffran                                                                                               | 1963 | 1972 | Titularbischof von Semnea, ab 1962 als Weihbischof des Kapitelsvikars Piontek, dann als Kapitelsvikar des Erzbistums Breslau für das Erzbischöfliche Amt Görlitz 1970–1987 Bischof von Meißen (später von Dresden-Meißen) † 4. März 1996 in Dresden | | |
| Weihbischof und Apostolischer Administrator 1972 durch Papst Paul VI. zur Apostolischen Administratur erhoben und dadurch vom Erzbistum Breslau separat verwaltet | | | | | | |
| | Bernhard Huhn                                                                                                   | 1972 | 1994 | Titularbischof von Tasaccora, ab 1971 Weihbischof des Kapitelsvikars Schaffran, dann Apostolischer Administrator der Apostolischen Administratur Görlitz † 14. September 2007 in Görlitz | | |
| Bischöfe von Görlitz 1994 durch Papst Johannes Paul II. zum Suffraganbistum des Erzbistums Berlin erhoben und vom Erzbistum Breslau rechtlich abgetrennt          | | | | | | |
| 01 | Rudolf Müller                                                                                                   | 1994 | 2006 | * 24. Juni 1931 in Schmottseiffen (Niederschlesien), am 17. Juli 1955 in Neuzelle zum Priester geweiht, am 19. Mai 1987 zum Weihbischof in der Apostolischen Administratur Görlitz und gleichzeitig zum Titularbischof von Nasai ernannt, Bischofsweihe am 1. Juli 1987, am 27. Juni 1994 zum 1. Bischof von Görlitz ernannt, emeritiert am 24. Juni 2006. † 25. Dezember 2012 in Görlitz | | |
| 02 | Konrad Zdarsa                                                                                                   | 2007 | 2010 | * 7. Juni 1944 in Hainichen, am 16. März 1974 in Dresden zum Priester geweiht, am 24. April 2007 zum Bischof von Görlitz ernannt, Bischofsweihe am 23. Juni 2007, am 8. Juli 2010 zum Bischof von Augsburg ernannt und dort im Juli 2019 emeritiert. | | |
| 03 | Wolfgang Ipolt                                                                                                  | 2011 | | * 17. März 1954 in Gotha, am 30. Juni 1979 in Erfurt zum Priester geweiht, am 18. Juni 2011 zum Bischof von Görlitz ernannt, Bischofsweihe am 28. August 2011. | | |